# Niacin

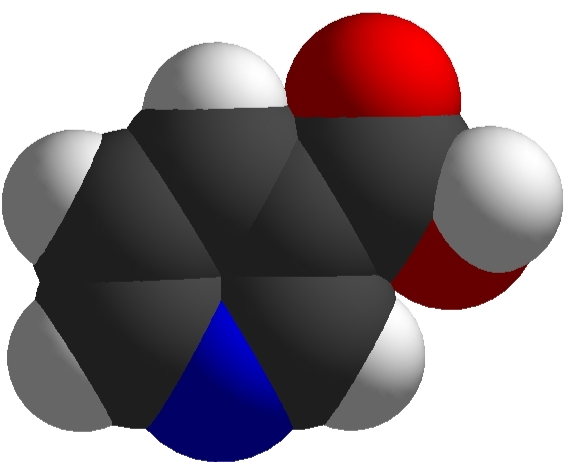
Mô hình 3d của Vitamin B3 (Niacin)

Niacin hay niaxin (còn được gọi là vitamin B3, axit nicotinic hay vitamin PP) là một hợp chất hữu cơ có công thức C
6H
5NO
2 và là một trong 40 đến 80 chất dinh dưỡng thiết yếu của con người, tùy thuộc vào định nghĩa được sử dụng.
Niacin là một trong năm vitamin mà nếu thiếu trong chế độ ăn uống của con người sẽ gây ra bệnh điển hình: bệnh thiếu niacin (pellagra), bệnh thiếu vitamin C (scurvy), bệnh thiếu thiamin (beriberi), bệnh thiếu vitamin D (bệnh còi xương), bệnh thiếu vitamin A (bệnh mù ban đêm và các triệu chứng khác). Niacin đã được sử dụng trong hơn 50 năm để tăng mức độ HDL trong máu và đã được chứng minh là có thể làm giảm nguy cơ gây bệnh tim mạch trong một số thử nghiệm có kiểm soát trên người.
Niacin là chất rắn hòa tan trong nước, không màu, là dẫn xuất của pyridin, với nhóm carboxyl (COOH) ở vị trí số 3. Các dạng vitamin B3 khác là dạng amid, nicotinamid ("niacinamid"), trong đó nhóm carboxyl được thay bằng nhóm carboxamid (CONH
2), cũng như các amid phức tạp hơn và các dạng este. Cả axit nicotinic và nicotinamid đều được gọi chung là niacin hay vitamin B3, và bởi vì có hoạt tính sinh hóa tương tự nhau, axit nicotinic và nicotinamid thường được dùng thay thế nhau khi đề cập đến các hợp chất thuộc họ này.
Niacin không thể chuyển trực tiếp thành nicotinamid, nhưng cả hai hợp chất có thể được chuyển thành NAD và NADP in vivo. Mặc dù có hoạt tính vitamin như nhau nhưng nicotinamid lại không có tác dụng dược lý (tác động lên lipid) như niacin. Nicotinamid không làm giảm cholesterol hoặc gây bệnh flushing. Nicotinamide có thể gây độc cho gan ở liều vượt quá 3 g/ngày đối với người lớn. Niacin là tiền chất của NAD+/NADH và NADP+/NADPH, là những chất đóng vại trò thiết yếu trong việc chuyển hóa trong tế bào sống. Niacin tham gia vào việc cải biến DNA và sản sinh các hormon steroid trong tuyến thượng thận.

## Nhu cầu
Một khuyến nghị sử dụng hàng ngày đối với niacin là 2–12 mg/ngày đối với trẻ em, 14 mg/ngày đối với phụ nữ, 16 mg/ngày đối với nam giới và 18 mg/ngày đối với phụ nữ có thai và phụ nữ đang cho con bú. Nói chung, tình trạng niacin trong cơ thể được kiểm tra thông qua nước tiểu được coi là đáng tin cậy hơn là kiểm tra trong huyết tương.

## Sự thiếu hụt
Hiện nay, thiếu hụt niacin đôi khi xảy ra ở các nước đang phát triển và thường xuyên hơn trong điều kiện nghèo đói, suy dinh dưỡng và nghiện rượu mãn tính. Thiếu hụt niacin cũng có xu hướng xảy ra ở các vùng mà ngô là lương thực chính (ngô là loại ngũ cốc duy nhất có mức niacin tiêu hóa được ở mức thấp).
Thiếu hụt niacin ở mức nhẹ đã được chứng minh là sẽ làm chậm quá trình trao đổi chất, làm giảm khả năng chịu lạnh.
Sự thiếu hụt nghiêm trọng niacin trong chế độ ăn gây ra bệnh pellagra, với triệu chứng là viêm da, tiêu chảy, sút giảm trí nhớ, tăng sắc tố, dày da, viêm miệng và lưỡi, tiêu hóa rối loạn và sẽ tử vong nếu không được điều trị. Các triệu chứng tâm thần thường gặp khi thiếu niacin bao gồm khó chịu, kém tập trung, lo âu, mệt mỏi, bồn chồn, thờ ơ và trầm cảm.

## Ảnh hưởng biến cải lipid
Niacin liên kết và kích thích thụ thể cặp protein G, GPR109A, là tác nhân gây ức chế phân hủy chất béo trong mô mỡ. Nicotinamid thì không liên kết với thụ thể nêu trên nên không ảnh hưởng đến mức lipid trong máu. Các lipid được giải phóng từ các mô mỡ thường được dùng để tạo nên các lipoprotein tỉ trọng rất thấp (VLDL) trong gan, là tiền chất của lipoprotein tỉ trọng thấp (LDL) hay cholesterol "xấu". Niacin ngăn cản sự phân hủy chất béo nen nó làm giảm mức axit béo tự do trong máu và do đó làm giảm tiết VLDL và cholesterol ở gan.
Niacin làm giảm mức VLDL do đó làm tăng mức lipoprotein tỉ trọng cao (HDL) hay cholesterol "tốt" trong máu, nên đôi khi nó được chỉ định dùng cho người có HDL thấp và có nguy cơ cao bị đau tim.

## Độc tính

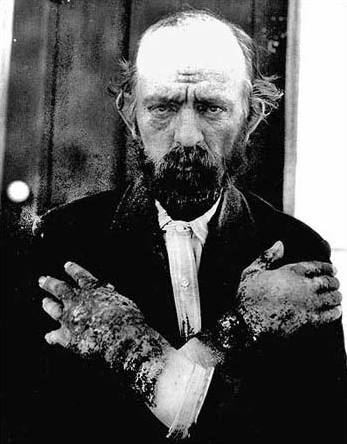
Một người bị bệnh pellagra do thiếu vitamin B_{3} mãn tính trong chế độ ăn

Sử dụng niacin liều cao có thể làm tăng lượng đường trong máu, gây trầm trọng thêm bệnh đái tháo đường, nhưng các nghiên cứu gần đây cho thấy ảnh hưởng thực tế lên lượng đường trong máu chỉ ở mức 5-10%. Các bệnh nhân tiểu đường tiếp tục sử dụng thuốc chống đái tháo đường có chứa niacin cho thấy lượng đường huyết thay đổi không lớn. Do vậy, niacin tiếp tục được khuyến cáo như là một loại thuốc để ngăn ngừa bệnh tim mạch ở những bệnh nhân mắc bệnh tiểu đường.
Tăng acid uric máu là một tác dụng phụ của liều cao niacin và có thể làm trầm trọng thêm bệnh gút.
Niacin ở liều sử dụng để giảm mức cholesterol có liên quan đến các dị tật bẩm sinh ở động vật trong phòng thí nghiệm, và có thể gây ảnh hưởng xấu đến sự phát triển của bào thai.

## Nicotinamid
Nicotinamid có thể được thu được từ chế độ ăn uống đó là hiện nay chủ yếu là NAD+ và NADP+. Chúng được thủy phân trong ruột và nicotinamid sinh ra được hấp thụ trực tiếp hoặc tiếp tục thủy phân thành axit nicotinic. Trong tự nhiên chỉ có một lượng nhỏ nicotinamid. Trong thực phẩm không chế biến, niacin chủ yếu có mặt ở dạng pyridine nucleotide NAD và NADP. Các chất này có thể bị thủy phân bởi các enzym trong quá trình chế biến thực phẩm. Quá trình đun sôi thực phẩm có thể giải phóng niacin dưới dạng nicotinamide (lên đến 55 mg/kg).

## Sinh tổng hợp và hóa tổng hợp

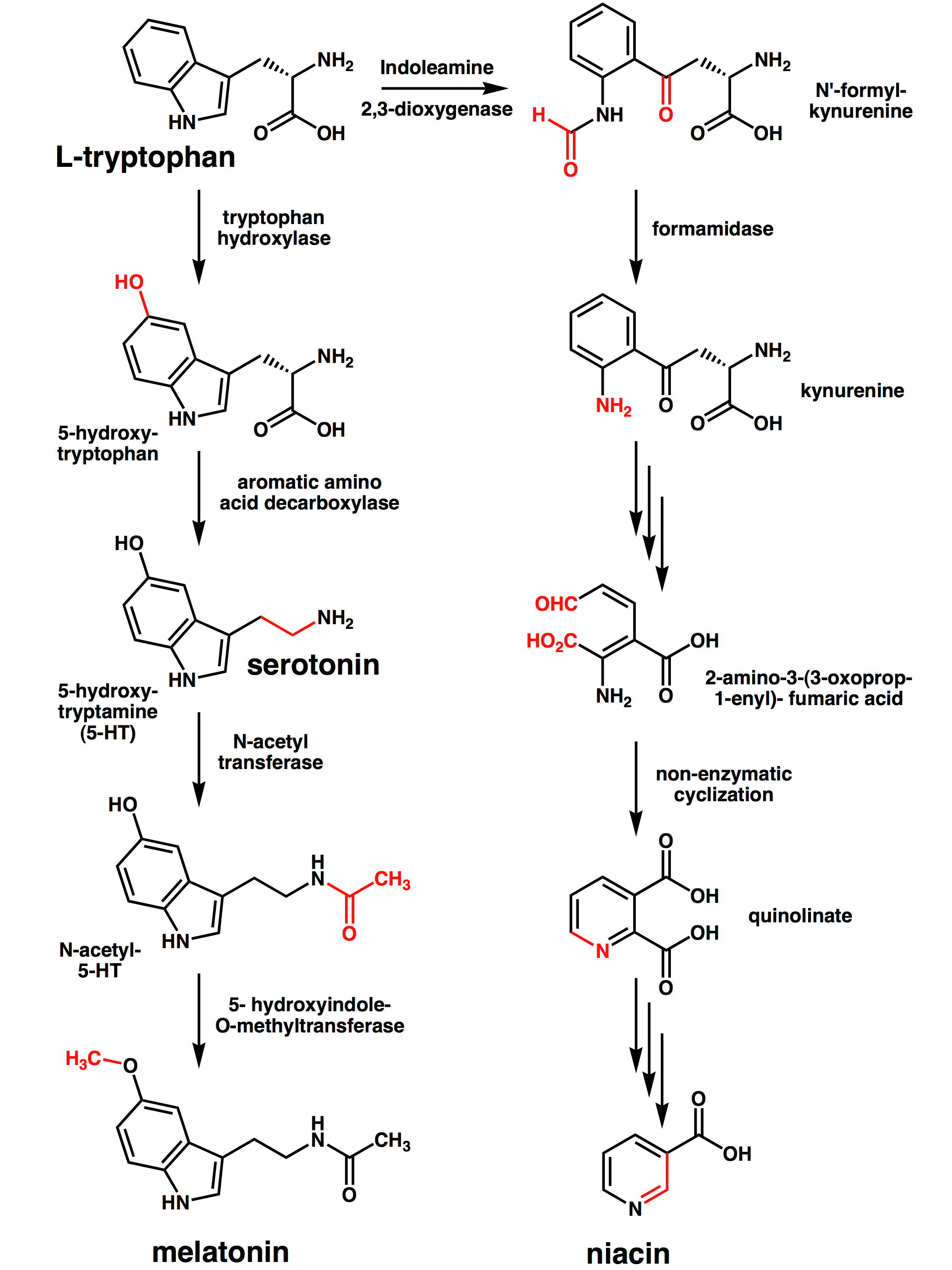
Sinh tổng hợp

Gan có thể tổng hợp niacin từ tryptophan, cần đến 60 mg tryptophan để cps 1 mg niacin. Một số phản ứng liên quan trong việc chuyển đổi tryptophan thành NAD cần đến riboflavin, vitamin B6 và sắt.
Mỗi năm có vài triệu kilogam niacin được tổng hợp từ 3-methylpyridin.